# المجنب (مسورة)

تعديل مصدري - تعديل

المجنب هي إحدى قرى عزلة دثران ال علوي بمديرية مسورة التابعة لمحافظة البيضاء، بلغ تعداد سكانها 96 نسمة حسب تعداد اليمن لعام 2004.